# Sant Fruitós de Balestui
Sant Fruitós de Balestui era l'església parroquial del poble de Balestui, sufragània de la de Peramea, de l'antic terme municipal d'aquest mateix nom, i de l'actual de Baix Pallars, a la comarca del Pallars Sobirà.
Està situada en el mateix poble de Balestui, en el sector occidental de aquesta petita població. Actualment està abandonada i oberta, però l'edifici es conserva bastant sencer, tot i que amenaça ruïna. És d'una sola nau, sense absis aparent a l'exterior. És una modesta església moderna, bastant tardana.

## Descripció
Es tractava d'una església de característiques molt similars a la gran majoria del Pla de les Corts i altres pobles circumdants, d'una sola nau, amb capçalera rectangular a l'est i porta d'arc de mig punt oberta en el mur septentrional. En aquest mateix costat es troba adossada la torre campanar, actualment escapçada i totalment coberta d'heures. Cobria l'església una volta actualment enfonsada. L'aparell dels murs és tosc i irregular amb utilització als angles de blocs més grans lleugerament escairats.